# Genovaitė Dambrauskienė
Genovaitė Dambrauskienė (* 5. Oktober 1940 in Vaitkuškis, Rajongemeinde Ukmergė; † 23. Dezember 2024 in Vilnius) war eine litauische Arbeitsrechtlerin, Professorin für Privatrecht an der MRU-Universität (seit 2001).

## Leben
1968 absolvierte Genovaitė Dambrauskienė das Diplomstudium an der Rechtsfakultät der Universität Vilnius. Danach arbeitete sie als wissenschaftliche Mitarbeiterin und promovierte am Institut für Staat und Recht der SSRS-Akademie der Wissenschaften (1981). Seit 1983 war Genovaitė Dambrauskienė als Dozentin tätig.
Sie war verheiratet mit Antanas Dambrauskas und hatte die Tochter Asta Dambrauskaitė, Professorin für Zivilrecht der Rechtsfakultät der Mykolo Romerio universitetas (MRU).